# لوروپ
لوروپ (به آلمانی: Lorup) یک شهر در آلمان است که در امسلاند واقع شده‌است. لوروپ ۳٬۰۹۱ نفر جمعیت دارد.